# Selvbevidsthed
Selvbevidsthed er bevidsthed i forbindelse med "selvet", f.eks., evnen til selvgenkendelse. Rodney Cotterill angiver "selvbevidsthed" til at være evnen til at undersøge ens egne tanker.

## Selvgenkendelse/selv-identifikation
Evnen til selvgenkendelse kan undersøges med et spejl: "Ved" man at personen i spejlet er en selv har man evnen.
Børn over en vis alder og visse dyr har denne evne.
Chimpanser har denne egenskab.
Man har også fundet den hos en delfin-art
og hos den asiatiske elefant.
Djævlerokke kan til en vis grad også reagere på tilstedeværelsen af et spejl.
En chimpanse vil først tro at billedet den ser i spejlet er en anden chimpanse, men i løbet af nogle dage begynder chimpansen at fatte at billedet repræsenterer den selv.
Af andre aber har orangutanger og bonoboer også evnen til at genkende sig selv, mens gorillaen har sværere ved det og endnu "dummere" aber, som f.eks. makakaber, ikke kan.
Når man udfører forsøgene skal man være sikker på at dyrene har genkendt sig selv. Måden det gøres på er typisk ved at male en plet på hovedet under bedøvelse. Efter at dyret vågner fra bedøvelsen vil det mærke efter pletten, når det ser sig selv i spejlet, hvis det er i stand til at genkende sig selv.
Almindelig børn vil opnå evnen til selvgenkendelse i spejlet i 18-24 måneders alderen.
Hos autistiske børn kan evnen være forsinket og hos mental retarderede kan den helt mangle.

## Henvisning
1. ↑  Rodney Cotterill, Enchanted Looms, Cambridge University Press, 1998.
2. ↑  Gordon G. Gallup (1. januar 1970), "Chimpanzees: self-recognition", Science, 167 (3914): 86-87, doi:10.1126/SCIENCE.167.3914.86, PMID 4982211, Wikidata  Q34225565
3. ↑  Diana Reiss; L Marino (1. maj 2001), "Mirror self-recognition in the bottlenose dolphin: a case of cognitive convergence", Proceedings of the National Academy of Sciences, 98 (10): 5937-5942, Bibcode:2001PNAS...98.5937R, doi:10.1073/PNAS.101086398, PMC 33317, PMID 11331768, Wikidata  Q24634142
4. ↑  Joshua M Plotnik; Frans de Waal; Diana Reiss (30. oktober 2006), "Self-recognition in an Asian elephant", Proceedings of the National Academy of Sciences, 103 (45): 17053-17057, Bibcode:2006PNAS..10317053P, doi:10.1073/PNAS.0608062103, PMC 1636577, PMID 17075063, Wikidata  Q28766717
5. ↑  Csilla Ari; Dominic P. D’Agostino (11. marts 2016), "Contingency checking and self-directed behaviors in giant manta rays: Do elasmobranchs have self-awareness?", Journal of Ethology, 34 (2): 167-174, doi:10.1007/S10164-016-0462-Z, Wikidata  Q54191749
6. 1 2  Gordon C. Gallup, Jr, James R. Anderson og Daniel J. Shillito, "The Mirror Test", kapitel 40 i The Cognitive Animal, MIT Press, 2002. ISBN 0-262-52322-1.